# Clypeasterophilus juvenilis
Clypeasterophilus juvenilis is een krabbensoort uit de familie van de Pinnotheridae. De wetenschappelijke naam van de soort is voor het eerst geldig gepubliceerd in 1917 door Bouvier.